# Miss & Mister Deaf World

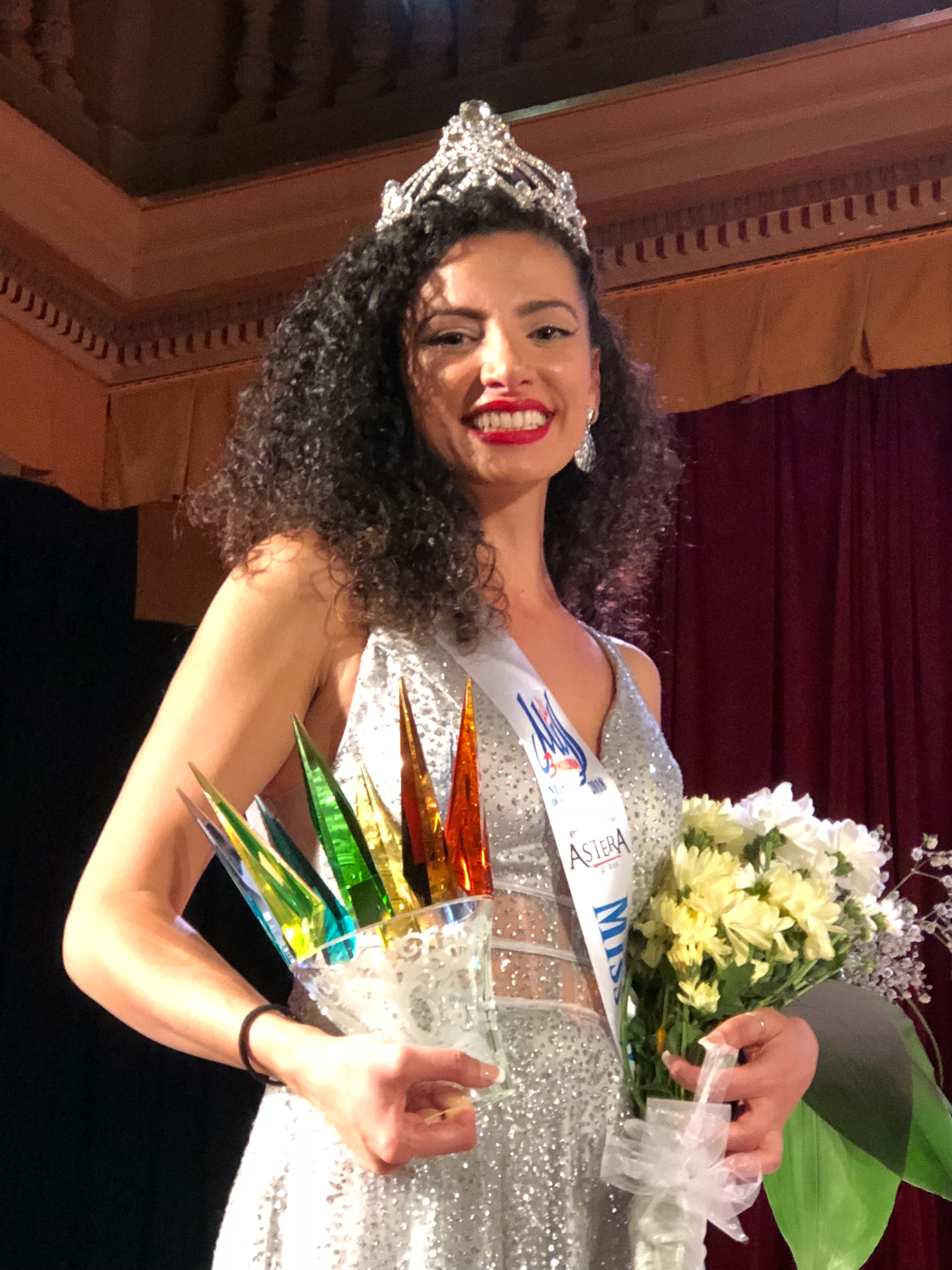
Miss Deaf World 2018 Assia Uhanany, 29. September 2018, Vinohrady, Prag.

Miss & Mister Deaf World (MMDW) ist ein internationaler Schönheitswettbewerb, der junge gehörlose Frauen zu "Miss Deaf World" und junge gehörlose Männer zu "Mister Deaf World" krönt jedes Jahr, normalerweise in Prag, in der Tschechien.

## Geschichte
MMDW ist eine Non-Profit-Organisation, die 2001 gegründet wurde. Der Festzug wird von den Firmen MISS DEAF organisiert s.r.o. und MISS – MISTER DEAF s.r.o., und ihr Präsident ist Josef Uhlíř. Die offizielle Sprache des Wettbewerbs ist  International Sign Language, und die Bleiglas Kronen aller Finalisten stammen von Astera s.r.o.
Nach den Regeln des Wettbewerbs ist es einem Gewinner nicht gestattet, an einem anderen Schönheitswettbewerb teilzunehmen. Am 9. Juli 2010 gab es einen MDW-Wettbewerb in Tiflis, Georgien, und Julie Abbou von Frankreich bestritten. Sie gewann drei Titel des ersten Vize Miss Deaf World 2010, des zweiten Vize Miss Deaf World 2010 und der Miss Sympathy Deaf World 2010. Danach nahm Abbou an Miss Deaf International teil in Las Vegas, Nevada am 31. Juli 2010 und wurde als Miss Deaf International gekrönt. Daher veröffentlichte Uhlíř auf der MDW-Website ein Ankündigung, Abbou von den Titeln des Zuerst Vize Miss Deaf World 2010 und Miss Sympathy Deaf World 2010 zu disqualifizieren, welche Abbou während der Abschlusszeremonie der Miss Deaf World 2010 und Miss Deaf Europe 2010 gewann in Tiflis. Uhlíř erklärte, dass Abbou während der MDW-Wettkämpfe wie die anderen konkurrierenden Mädchen persönlich davon in Kenntnis gesetzt worden sei, dass die Gewinnerin eines der offiziellen Titel der MDW-Wettkämpfe die Teilnahme an anderen Miss-Wettbewerben untersagt. Uhlíř erläuterte den Grund für die Beibehaltung des hohen Status der beiden Wettbewerbe, die Beibehaltung des hohen Ansehens der gewonnenen Titel und die Verhinderung einer Verletzung des Ansehens von Miss Deaf World und Miss Deaf Europe. Uhlíř fügte hinzu, dass jedes Mädchen sogar zweimal an diesen Wettkämpfen teilnehmen könne, wenn sie bei ihrer ersten Teilnahme keinen Titel erhalten habe. Er schrieb, dass mit Gültigkeit ab dem 1. August 2010 der Titel der ersten Vize Miss Deaf World 2010, die von Abbou übernommen wurde, an Zhihuang Wang aus China ging, und der Titel der zweiten Vize Miss Deaf World 2010 an Stella Falawo Kunjan aus Ghana, der ursprünglich den vierten Platz einnahm. Den Titel der Miss Sympathy Deaf World 2010, die ebenfalls von Uhlíř aus Abbou übernommen wurde, gewann Portia Oliver aus Südafrika, die ursprünglich den zweiten Platz in dieser Kategorie einnahm.
Am 7. Juli 2012 gewann die 20-jährige Karin Keuter aus Deutschland die Miss Deaf World 2012 in der Kongresshalle des Top Hotel in Prag.
Im Jahr 2018 gewann Assia Uhanany aus Israel die Miss Deaf World 2018. Xu Jinghui, eine Kandidatin aus Taiwan, machte ein Foto mit ihr, und schrieb ihren Eindruck vom Wettbewerb. Sie erzählte über das fremde Umfeld in Prag und wollte mit ausländischen Gehörlosenfreunden aus verschiedenen Ländern Kontakt aufnehmen, um hoffentlich mit ihnen zu kommunizieren. Sie schrieb ihre tägliche Aktivität: Der zweite Tag war ein freier Tag, und sie besuchten nahegelegene Attraktionen. Sie begannen, gehörlose Freunde zu finden, indem sie sich mit der internationalen Gebärdensprache unterhielten. Der dritte Tag bis zum sechsten Tag war in der Klasse, um die Show zusammen zu üben und internationale Gebärdensprache und Gehörlosenkultur zwischen verschiedenen Ländern zu teilen. Die Show begann am 29. September 2018 und war ein wenig traurig und entmutigt, aber es war eine seltene Erfahrung für sie. Sie freute sich, im Ausland viele ausländische Freunde gewinnen zu können, und dankte der chinesischen Vereinigung der Gehörlosen dafür, dass sie ihr die Chance gegeben hatte, ins Ausland zu gehen und auch ihre internationale Gebärdensprache zu unterrichten.
Am 16. April 2019 schrieb Uhlíř traurig über den Tod des Ingenieurs Vladimír Žíla, eines General Partners der Weltwettbewerbe, Miss & Mister Deaf World und Europa und Asien sowie des Direktors von Astera Glass.

## Liste der Siegerinnen
| Datum und Ort der Wahl                                                                       | Miss Deaf World                                                                     | Erste Stellvertretende Miss Deaf World                                             | Zweiter Stellvertretende Miss Deaf World                        | Miss Deaf Europe                                  | Miss Deaf Asia                                    | Mister Deaf World                             | Mister Deaf Europe                  | Mister Deaf Asia            |
| -------------------------------------------------------------------------------------------- | ----------------------------------------------------------------------------------- | ---------------------------------------------------------------------------------- | --------------------------------------------------------------- | ------------------------------------------------- | ------------------------------------------------- | --------------------------------------------- | ----------------------------------- | --------------------------- |
| July 12–22, 2019. Nelspruit, Südafrika                                                       |                                                                                     |                                                                                    |                                                                 |                                                   |                                                   |                                               |                                     |                             |
| September 29, 2018. Nationalhaus von Vinohrady, Kongresszentrum, Prag, Tschechische Republik | Assia Uhanany (31 years) Israel                                                     | Juthathip Srithamrongwat Thailand                                                  | Ludmila Krautsova Belarus                                       | Andreea-Maria Stîngaciu Rumänien                  | Nishtha Dudeja Indien                             | Jan Jakub Matěj Emmer (33 Jahre) Tschechien   | Josip José Smokvina Kroatien        | Mani Gulati Indien          |
| July 15, 2017. Kongresszentrum Prag                                                          | Chutima Netsuriwong (23 Jahre) Thailand                                             | Maria Puposka Nordmazedonien Dann: Ana-Maria Barnjak Kroatien Von der MMDW-Website | Inna Demidova Belarus                                           | Petra Gluchová Tschechien                         | Manman Hao Volksrepublik China                    | Eric Alcantara Pascual Spanien                | Bagou Chehiban Frankreich           | Yu Chen Lin Taiwan          |
| July 16, 2016. Kongresssaal des TOP Hotel Prag                                               | Janetta Hendrika Liaane Erasmus Südafrika                                           | Aminaka Gako Senegal                                                               | Victoria Soo Lum Kanada                                         | Elena Novokhatskaya Ukraine                       | Caoyue Piao Südkorea                              | Kevin Petit Frankreich                        | Alberto Jorgues Mora Spanien        | Tian Ye Volksrepublik China |
| July 18, 2015. Kongresssaal des TOP Hotel Prag                                               | Natalija Bilanová Ukraine                                                           | Anastasia Viazovskaya Belarus                                                      | Lé Thi Thuy Doan Vietnam                                        | Karina Astrid Jemmott Vereinigtes Königreich      | Lin Ching Lan Taiwan                              | Camilo Viloria Arrieta Kolumbien              | Tomáš Brož Tschechien               | Sophon Sae-Li Thailand      |
| Datum und Ort der Wahl                                                                       | Miss Deaf World                                                                     | Erste Stellvertretende Miss Deaf World                                             | Zweiter Stellvertretende Miss Deaf World                        | Miss Deaf Europe                                  | Miss Deaf Sympathie                               | Mister Deaf World                             | Mister Deaf Europe                  |                             |
| July 19, 2014. Kongresssaal des TOP Hotel Prag                                               | Lydia Svobodova Slowakei                                                            | Maria Isabel Carlos Maia Brasilien                                                 | Xiao Yuan Liu Volksrepublik China                               | Olivera Lozić Serbien                             | Pitiyanan Matthayomphan Thailand                  | Jean-Marie Bourdon Frankreich                 | David Spiess Österreich             |                             |
| July 13, 2013. Kongresssaal des TOP Hotel Prag                                               | Thaisy Payo (25 Jahre) Brasilien                                                    | Erika Ďuricová (20 Jahre) Slowakei                                                 | Queval Marianne (23 Jahre) Frankreich                           | Kinal Timea Melinda (23 Jahre) Ungarn             | Niahkale Sako (22 Jahre) Mali                     | Christian Paul López Bernal (26 Jahre) Mexiko | Bohuš Vlačuha (20 Jahre) Tschechien |                             |
| July 7, 2012. Kongresssaal des TOP Hotel Prag                                                | Karin Keuter (20 Jahre) Deutschland                                                 | Maiko Sakvarelashvili (20 Jahre) Georgien                                          | Mariana Latseviuk (21 Jahre) Ukraine Doppelgewinn               | Mariana Latseviuk (21 Jahre) Ukraine Doppelgewinn | Adjelina Corovic (19 Jahre) Montenegro            |                                               |                                     |                             |
| July 8, 2011. Prag                                                                           | Ilaria Galbusera Italien                                                            | Elena Korchagina Russland                                                          | Dian Inggravati Soebangil Indonesien Der Titel wurde widerrufen | Natalya Ryabova Belarus                           | Ilaria Galbusera Italien Doppelgewinn             |                                               |                                     |                             |
| July 9, 2010. Tbilisi, Georgia                                                               | Alena Smyslova Russland                                                             | Zhihuang Wang Volksrepublik China                                                  | Stella Falawo Kunjan Ghana                                      | Alena Smyslova Russland Doppelgewinn              | Portia Stacei Oliver Südafrika                    |                                               |                                     |                             |
| 2009. Prag                                                                                   | Diana Kotvun Ukraine                                                                | Simhiwe Magagula Eswatini                                                          | Mariya Baranova Russland                                        | Nina Dividtinidze Georgien                        | Zuzana Zliechovcova Slowakei                      |                                               |                                     |                             |
| July 12, 2008. Prag                                                                          | Rossana Mazzocchio (19 Jahre) Vereinigtes Königreich                                | Michaela Theimerova (21 Jahre) Tschechien                                          | Yulia Arslanova (19 Jahre) Russland                             |                                                   | Jasmin Katzberg (22 Jahre) Deutschland            |                                               |                                     |                             |
| July 14, 2007. Prag                                                                          | Qingling Baova (25 Jahre) Volksrepublik China                                       | Kristina Weber (21 Jahre) Deutschland                                              | Nila Kudlykova (19 Jahre) Ukraine                               |                                                   | Terneil Nicole Oppel (19 Jahre) Südafrika         |                                               |                                     |                             |
| 2006. Prag                                                                                   | Ivana Novelic Serbien                                                               | Marina Chukhriy Ukraine                                                            | Viera Zliechcová Slowakei                                       |                                                   | Angelique Verstraete Belgien                      |                                               |                                     |                             |
| 2005. Prag                                                                                   | Petronela Petrovičová Slowakei                                                      | Daniejela Bukvic Serbien                                                           | Julia Agapova Russland                                          |                                                   |                                                   |                                               |                                     |                             |
| 2004. Prag                                                                                   | Candice Morgan (22 Jahre) Südafrika                                                 | Vaida Kuzminskyte (22 Jahre) Litauen                                               | Tatyana Prichodko (21 Jahre) Ukraine                            |                                                   | Tatyana Prichodko (21 Jahre) Ukraine Doppelgewinn |                                               |                                     |                             |
| July 19, 2003. Prag                                                                          | Galina Broiko (21 Jahre) Ukraine Dann: Nastjana Pridok Ukraine Von der MMDW-Website | Natalia Chochlova (22 Jahre) Russland                                              | Sara Melech (16 Jahre) Israel                                   |                                                   | Zhang Huanying (25 Jahre) Volksrepublik China     |                                               |                                     |                             |
| 2002. Prag                                                                                   | Danijela Gedovic Serbien                                                            | Ludmila Šinglarová Tschechien                                                      | Natália Martinenko Ukraine                                      |                                                   |                                                   |                                               |                                     |                             |
| 2001. Mallorca                                                                               | Viktoriia Prytychenko Ukraine                                                       | Bulgarien                                                                          | Tschechien                                                      |                                                   |                                                   |                                               |                                     |                             |